# Небезпечні ігри
«Небезпечні ігри» («Ohtlikud mängud») — радянський художній фільм 1974 року, знятий режисером Вельйо Кяспером на кіностудії «Талліннфільм».

## Сюжет
Про трьох таллінських патріотів-школярів, які під час Великої Вітчизняної війни виявляються втягнутими у повну небезпек боротьбу, що здалася їм спочатку грою. Фільм дубльований на кіностудії «Мосфільм».

## У ролях
- Рене Урмет — «Старий» (озвучив Володя Таусон)
- Свен-Ерік Нільсен — «Цип» (озвучив С. Попов)
- Віктор Перебейніс — «Барабанщик» (озвучив Юрій Юр'єв)
- Юрі Ярвет — «Слизький» (озвучив Сергій Яковлєв)
- Леонхард Мерзін — «2241» (озвучив Юрій Боголюбов)
- Антс Ескола — доктор Баум (озвучив Олег Мокшанцев)
- Тіїна Муттікс — Вівіан Баум, дочка доктора Баума (озвучила Ольга Бітюкова)
- Рейн Арен — батько «Старого», радянський майор (озвучив Рудольф Панков)
- Хіля Варем-Веє — мати «Старого» (озвучила Світлана Коновалова)
- Валдеко Ратассепп — начальник радянської контррозвідки, генерал
- Хеленд Пееп — «Іспанець» (озвучив Петро Савін)
- Юхан Валк — Лонт (озвучив О. Гуськов)
- Арнольд Сіккел — штурмбанфюрер СС (озвучив Євген Шутов)
- Аарне-Маті Юкскюла — гауптман СД (озвучив Едуард Ізотов)
- Хелмі Рейсберг — вчителька
- Еріх Рейн — диригент
- Антс Мююрсеп — командир німецького патруля у кінотеатрі
- Еве Ківі — мати Вівіан
- Ольга Чичерова — епізод
- Енн Краам — фельдфебель
- Олаф Паєсюлд — епізод
- Ханно Кальмет — перекладач
- М. Мюллер — епізод
- Пееп Сеппік — офіцер СС у порту
- Айлі Леетва — епізод
- Метта Юрго — епізод
- Арво Хейна — епізод
- Юхан Саар — епізод
- Тийв Алумаа — епізод
- Ігор Кроманов — епізод
- Мееліс Прітс — епізод
- Сандер Раус — солдат
- Фелікс Карк — агент поліції
- Яак Тамлехт — епізод
- Софі Соояяр — дама в порту
- Ендель Сіммерманн — чоловік перед кінотеатром
- Маті Клоорен — командир німецького патруля у порту
- Аго Роо — фельдфебель
- Олев Ескола — чоловік на концерті
- Тину Аав — шкільний інспектор
- Вольдемар Алев — кондуктор
- Сальме Реек — епізод
- Уно Лойт — фрегаттен-капітан
- Лінда Тубін — епізод
- Мар'є Метсур — епізод
- Ійві Лепік — епізод
- Оскар Лійганд — епізод
- Карін Карм — епізод
- Тину Міківер — солдат
- Олаф Імелік — військовий лікар

## Знімальна група
- Режисер — Вельйо Кяспер
- Сценарист — Вельйо Кяспер
- Оператор — Володимир Маак
- Композитор — Ян Ряетс
- Художник — Хейнріх Валк